# Svetovna digitalna knjižnica
Svetovna digitalna knjižnica (World Digital Library) je mednarodni internetni projekt ameriške Kongresne knjižnice in Unesca, ki je brezplačno dostopen v več jezikih. Internetna zbirka vsebuje pomembne podatke o svetovnih kulturah, ki so predstavljene z digitaliziranimi rokopisi, zemljevidi, redkimi knjigami, glasbenimi partiturami, zvočnimi posnetki, filmi, fotografijami, digitaliziranimi slikami, arhitekturnimi načrti itd. Namen Svetovne digitalne knjižnice je promocija mednarodnega in medkulturnega razumevanja in osveščanja, omogočanje virov izobraževalnim ustanovam in širjenje neangleške in ne-zahodno usmerjene vsebine na internetu.
Knjižnica je z delovanjem začela 21. aprila 2009.